# 조지 엘리엇
조지 엘리엇(영어: George Eliot, 1819년 1월 2일 ~ 1880년 1월 1일)은 영국의 소설가, 시인, 언론인, 번역자이자 빅토리아 시대의 가장 중요한 작가 가운데 하나이다. 본명은 메리 앤 에번스(Mary Anne Evans)이다.
그녀는 《아담 비드》 (1859), 《플로스 강변의 물방앗간》 (1860), 《사일러스 매너》 (1861), 《로몰라》 (1862–63), 《미들마치》 (1871–72)와 《다니엘 데론다》 (1876) 등 총 7권의 소설을 썼으며 그녀가 쓴 소설 대부분은 시골 잉글랜드를 배경으로 하고 있고 그 속에서 보여준 사실주의와 심리적 통찰로 유명하다.
당대 여성 작가들이 자신의 본명으로 책을 출판한 반면, 엘리엇은 여성 작가는 태평한 연애소설밖에 쓰지 못한다는 편견에서 벗어나고자 필명을 사용했다. 또한 엘리엇은 편집인과 비평가로 이미 잘 알려진 자신과 자신의 소설이 분리되어 평가받기를 원했다. 그녀가 필명을 썼던 다른 이유는 아마도 대중들이 자신의 사생활을 파해치는 것을 막아 그녀와 유부남 조지 헨리 루이스와의 관계가 초래할 스캔들을 피하고자 했다고 사료된다.
엘리엇의 미들마치는 소설가 마틴 에이미스와 줄리언 반스가 영문학에서 가장 위대한 소설이라고 설명한 바 있다.

## 생애
영국 워릭셔 너니턴에서 태어났다. 그녀는 로버트 에번스(1773-1849)와 지역 공장주의 딸 에번스(결혼 전 성씨는 피어슨, 1788-1836)의 세 번째 자식으로 태어났다. 메리 앤의 이름은 가끔 메리언으로 축약되기도 한다. 그녀의 형제 자매들은 크리시로도 알려진 크리스티아나(1814-59), 아이작(1816-1890)과 1821년 3월에 태어나 몇 일 안되어 요절한 두 쌍둥이 형제가 있다. 또한 그녀는 아버지와 아버지의 전처 해리엇 포인턴(?1780-1809)의 딸로 그녀에게는 이복오빠가 되는 로버트(1802-63)와 이복언니 페니(1805-82)가 있다.
아버지 로버트 에번스는 웨일스 혈통으로 워릭셔의 뉴디레이트 가문의 아버리 홀 토지 관리인이었으며, 메리 앤은 사우스 팜에 있는 토지에서 태어났다. 1820년 초 가족들은 너니턴와 베드워스 사이의 그리프 하우스라는 이름의 집으로 이사를 간다.
어린 에번스는 독서에 열중했으며 확실히 지적이었다. 육체적으로 아름답다고 보이지 않은 까닭에, 그녀는 본인 스스로 결혼 기회가 그리 많지 않다고 생각했으며 이런 요인들과 그녀의 총명한 지능은 아버지로 하여금 당시 여자들은 보통 받지 못한 교육을 그녀에게 해주게끔 한다.
5살부터 9살까지 그녀는 누나 크리시와 함께 아틀버러에 있는 미스 라텀 학교에, 9살부터 13살까지는 너니턴의 월링턴 부인 학교에서, 13살부터 16살까지는 코벤트리의 미스 프랭클린 학교에서 기숙 생활을 했다.
월링턴 부인 학교에서 그녀는 복음주의적인 마리아 루이스ー현존하는 엘리엇의 편지 중 가장 초기의 것들이 그녀에게 보낸 편지이다ー에게 교육을 받았다. 프랭클린 부인 학교의 종교적 색채속에서 엘리엇은 복음주의와 반대되는 엄숙하고 통제 잡힌 믿음에 노출되게 된다.
16살 이후로 엘리엇은 공교육을 거의 받지 않았다. 아버지가 관리하던 토지 내에서 아버지가 누리던 중요한 위치덕에 엘리엇은 학식을 넓히며 독학할 수 있게끔 큰 도움을 받게 될, 아버리 홀 도서관에 드나드는 것을 허락받았다.
그녀의 고전 교육은 종점을 찍었다. 크리스토버 스트레이는 “조지 엘리엇의 소설들은 고대 그리스 문학에 심히 빚지고 있으며 (그녀의 소설 중 단 하나의 소설만이 그리스 문자 활자 없이 제대로 출판이 가능하다) 그녀의 주제는 보통 그리스 비극에서 영향을 받았다.”고 말한다.
엘리엇은 그 토지를 자주 방문하면서, 토지에 사는 지주와 가난한 이들간의 빈부 격차와 그녀의 여러 작품들에서 재현될, 다양한 대비되는 삶들을 알게 되었다. 그녀의 삶에 있어 다른 중요한 초기의 영향은 바로 종교였다. 그녀는 국교회 저교회파 가족으로부터 태어났으나 당시 미들랜즈는 비국교도의 수가 증가하던 지역이었다.

### 코번트리로의 이사
1836년 에번스의 어머니가 사망하자 에번스는 (당시 16살) 가정 살림을 맡기 위해 집으로 돌아왔지만서도 자신을 가르치던 마리아 루이스하고 계속 편지를 주고받았다. 그녀가 21살이 되자 오빠 아이작은 결혼하며 집을 차지했는데 그런 고로 에번스와 그녀의 아버지는 코번트리 근처 폴실로 이사를 가게 된다.
코번트리 지역 사회와 가까이 지낸 결과로, 특히 찰스와 카라 브레이가 그녀에게 새로운 영향을 끼쳤다. 찰스 브레이는 리본 제조업자로서 부유해졌고 이렇게 모은 부를 학교 건물을 짓는다던가 하는 자선적인 일들에 사용했다. 가끔씩 종교적인 불신에 흔들리던 에번스는 급진적인 자유 사상가인 브레이 부부와 친한 친구사이가 되었는데, 브레이 부부네 “로즈힐” 저택은 바로 급진적인 관점을 갖고 논쟁하던 이들에게 천국과도 같았던 곳이다.
이 젊은 여성이 브레이 부부네 집에서 만난 사람들로는 오언, 스펜서, 마티노, 에머슨과 같은 이들이 있다. 이러한 이들을 통해 에번스는 더 자유적이고 불가지론적인 신학들을 접하게 되었고 성경 이야기가 말그대로 진짜 사실인지 의심하던 스트라우스나 포이어바흐 같은 작가들을 알게 되었다. 사실 엘리엇의 첫 주요 문예 작품은 ‘로즈힐 서클’의 다른 구성원들이 번역을 하다 만 것을 그녀가 끝낸 슈트라우스의 《예수의 생애》 (1846) 영어 번역이라 할 수 있겠다. 훗날 그녀는 포이어바흐의 《기독교의 본질》 (1854)을 번역하게 된다. 우정의 산물로 브레이는 엘리엇이 초반에 쓴 논평 등의 글 몇 편을 자신의 신문 <코번트리 헤럴드 앤 옵저버>에 실는다.
엘리엇이 자신의 종교적 신앙심에 관하여 의구심을 갖기 시작할 무렵 엘리엇의 아버지는 그녀를 집 밖에 내쫓아버리겠다고 위협했으나 이 위협이 실행되지는 않았다. 대신 그녀는 공손히 교회를 다니며 아버지를 위해 1849년 그녀가 30살이 되고 아버지가 사망할 때까지 집을 지킨다.
아버지의 장례식이 거행된 날로부터 5일 후 그녀는 브레이 부부와 함께 스위스로 여행을 떠난다. 그녀는 제네바에 혼자 머물기로 결정하며, 먼저 플롱종에 있는 호숫가에 살다가 (현재 유엔 건물 근처) 이후로는 그녀의 친구 프랑수아와 쥘리에 달베르 뒤라르가 소유한 샤누안 로 (현재 펠리세리 로)에 위치한 저택 2층에서 살게 된다.
그녀는 기뻐하며 “좋은 고목 위에 있는 폭신한 둥지에서 느끼는 것”같다며 말했다. 그녀가 이곳에 머문 사실은 건물 헌판에 기념되어 있다. 이곳에 머무는 동안 엘리엇은 열심히 책을 읽으며 그녀 자신에게 큰 영감을 준 아름다운 스위스 시골을 산보했다.프랑수아 뒤라드는 그곳에서 엘리엇의 초상화를 그려주기고 했다

### 런던으로의 이사와 <웨스터민스터 리뷰>의 편집자일
같은 해에 잉글랜드로 돌아온 (1850) 엘리엇은 작가가 되고자하는 목적을 갖고 런던으로 이사를 갔으며 그곳에서 자기 자신을 메리언 에번즈라 불렀다.
엘리엇은 전에 로즈힐에서 만난 급진적인 출판업자이자 그녀의 슈트라우스 번역을 출판해준 존 채프먼의 집에 머물렀다. 채프먼은 행동하는 좌파 신문 회사 <웨스터민스터 리뷰>를 얼마 전에 샀었고 에번즈는 1851년에 보조 편집자가 된다. 채프먼이 공식적으로는 편집자였지만 실질적으로 신문을 출간하는 작업을 하며 1852년 1월자부터 많은 수필과 논평을 기고하고 1854년 중반에 <리뷰>를 그만 둘 때까지 계속 일한 이는 에번즈였다.
엘리엇은 대륙 유럽에서 벌어진 1848년 혁명이 공감하였고, 그녀는 사회적 문제에 대한 점진적인 개혁 방안이 잉글랜드에 있어 최선이라고 믿은 것과 대조적으로 이탈리아인들이 “나쁜 오스트리아인”들을 롬바르디아에서 몰아내며 “쇠락한 군주정”들 역시 폐기 처분되길 희망하였다.
당대 여성 작가들은 흔했었지만 문예 잡지 여성 편집자로서의 에번즈의 역할은 꽤 드물었다. 이 시기 엘리엇은 채프먼(결혼했으나 아내와 정부와 함께 살던)과 허버트 스펜서에게 일방적으로 애정을 품었다.